# Приямино (станция)
Прия́мино (бел. Прыяміна) — железнодорожная станция Минского отделения Белорусской железной дороги на линии Минск — Орша. Расположена между остановочными пунктами Замужанье и Бережок в деревне Приямино Борисовского района Минской области.

## История
Строительство станции началось в конце 1860-х годов, которая была введена в эксплуатацию вместе с железнодорожным участком Смоленск — Брест Московско-Брестской железной дороги (с 1912 года — Александровской) в ноябре 1871 года. В 1877—1879 годах на железнодорожной линии появились вторые пути. 1 июля 1896 года Московско-Брестская железная дорога, а вместе с ней и железнодорожная станция были выкуплены государством. На местности, на которой появилась станция, в 1910 году расположился пристанционный посёлок; в 1930-х в километре на север от станции располагался аэродром.
В 1935—1953 годах станция являлась частью Западной железной дороги, затем в составе Минской железной дороги и в конце концов вошла в состав Белорусской железной дороги. В 1981 году станция была электрифицирована переменным током (~25 кВ) в составе участка Борисов — Орша-Центральная.

## Инфраструктура
Приямино — станция 4-го класса, через станцию проходят семь железнодорожных путей, один из которых является тупиковым. От станции имеются ответвления к предприятиям ИП «Эстика-Инвест» и ОАО «Борисовская агропромтехника». На станции осуществляются приём и выдача грузов, допускаемых к хранению на открытых площадках, крытых складах и путях необщего пользования. Основными товарами, загружаемыми и выгружаемыми на станции являются бензин, комбикорм, минеральные удобрения, минеральный порошок и доломитовая мука.
Для обслуживания пассажиров имеются две платформы прямой формы. Платформа расположенная в направлении Минска имеет длину 230 метров и является боковой, вторая платформа — береговая, имеет длину 210 метров и несколько отдалена от основной платформы. Пересечение железнодорожных путей осуществляется по единичному наземному пешеходному переходу, оснащённому предупреждающими плакатами. Здание пассажирского вокзала с залом ожидания и билетной кассой (работает ежедневно с 6 до 20 часов) расположено на платформе в направлении Минска.

## Пассажирское сообщение
На станции ежедневно останавливаются электропоезда региональных линий эконом-класса (пригородные электрички), следующие до станций Орша-Центральная (6 пар поездов) и 2 пары поездов станции Крупки, а также нерегулярные рейсы до Славного. Время следования до Орши составляет в среднем 1 час 51 минуту, до Борисова — 23 минуты, до станции Минск-Пассажирский — 2 часа 1 минуту.

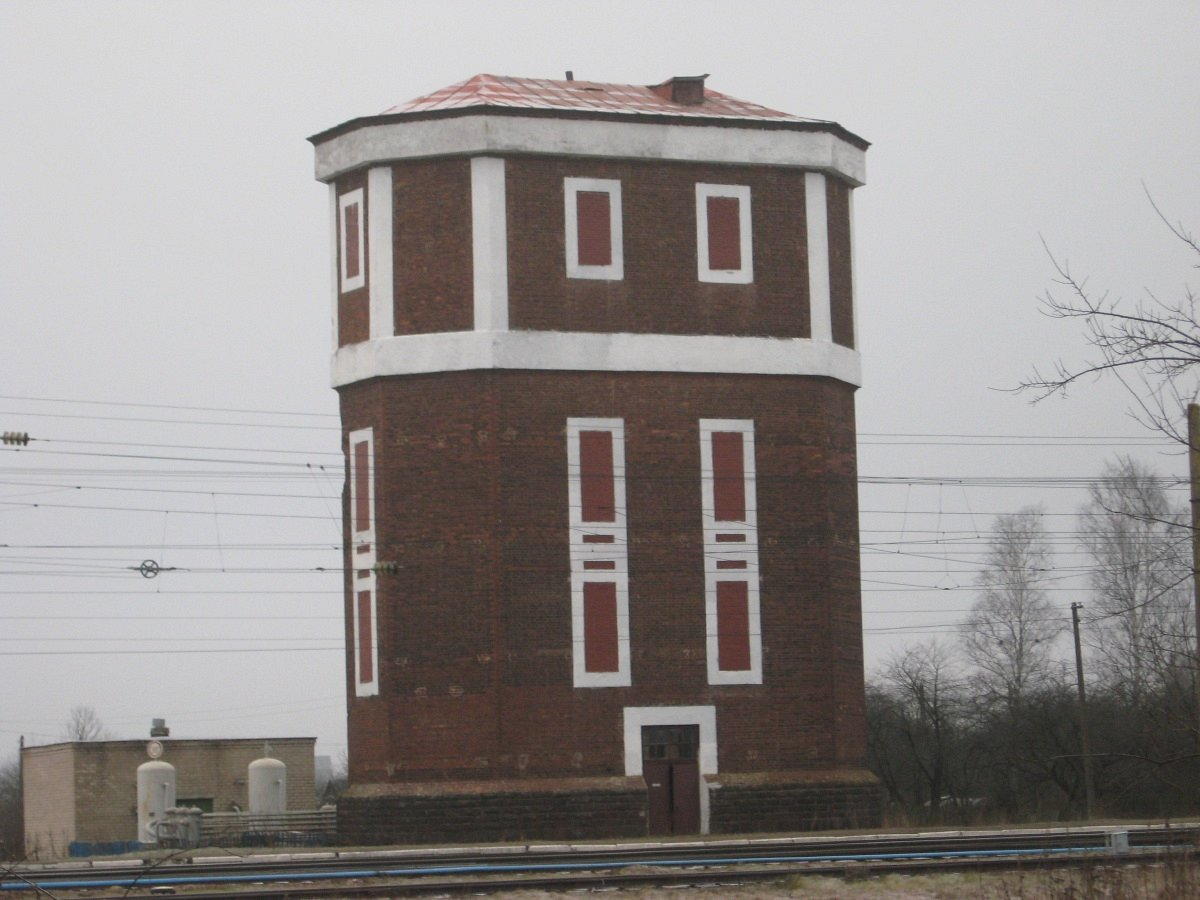
Водонапорная башня

Выход с платформ осуществляется к Вокзальной улице посёлка, где расположена остановка общественного транспорта (автобусы пригородного сообщения), отправляющиеся от станции к агрогородку Вилятичи в прямом направлении и на автостанцию Борисов — в обратном. Автобусы курсируют ежедневно 4 раза в сутки.

## Достопримечательности
- Водонапорная башня;
- В центре посёлка Приямино, возле здания школы расположена братская могила советских воинов, где погребены 8 солдат 31-й армии 3-го Белорусского фронта, которые погибли в конце июня 1944 года при освобождении посёлка и железнодорожной станции от немецко-фашистских захватчиков. В 1975 году на могиле была установлена стела[11].